# Józef Demontowicz
Józef Błażej Demontowicz (ur. 3 lutego 1820, zm. 1876 w Sztokholmie) – działacz powstańczy, delegat Rządu Narodowego na kraje skandynawskie.

## Życiorys

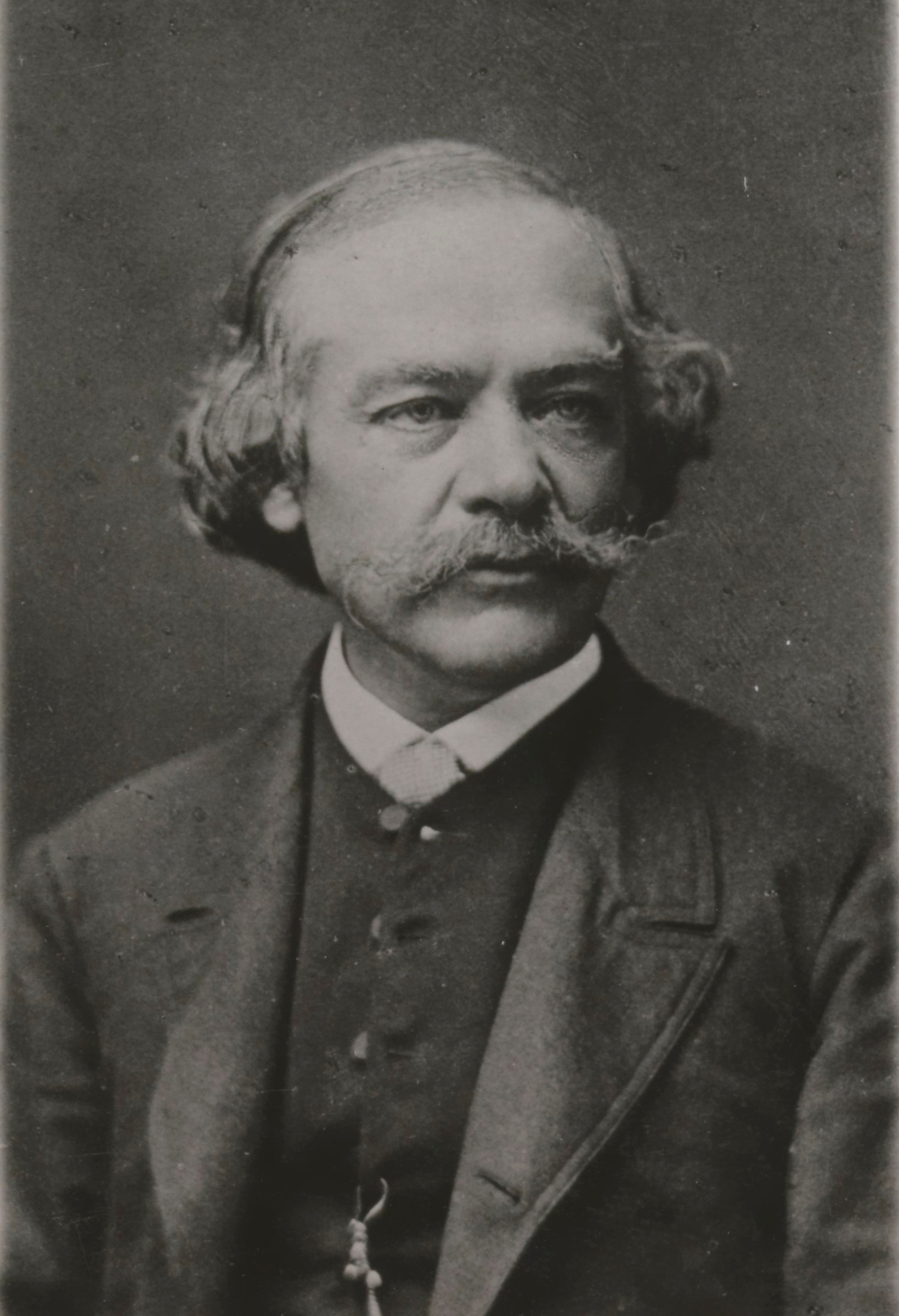
Józef Demontowicz

W latach 1860–1861 współorganizował kółka socjalistyczne w Kownie, w marcu 1862 został pełnomocnikiem Komitetu Centralnego Narodowego na Prusy Zachodnie (obecne Pomorze). Od września 1862 teren jego działalności powiększył się o Wielkopolskę. W grudniu 1862 odbył podróż do Liège i Berlina aby zakupić broń dla przygotowywanego powstania styczniowego. Broń przesyłano poprzez Gdańsk i Królewiec, transporty były nadzorowane przez Demontowicza. W 1863 nie udała się wyprawa morska z Londynu na Żmudź, wówczas Józef Demontowicz postanowił nie wracać do zajętej przez zaborców ojczyzny. Zatrzymał się w Sztokholmie, gdzie pełnił funkcję delegata Rządu Narodowego na kraje skandynawskie i komisarza tego Rządu w Szwecji. Utrzymywał kontakt z Michaiłem Bakuninem. Po upadku powstania styczniowego osiadł na stałe w Sztokholmie, pomagał emigrantom z Polski w sprawach socjalnych.
Spoczywa na Norra begravningsplatsen.

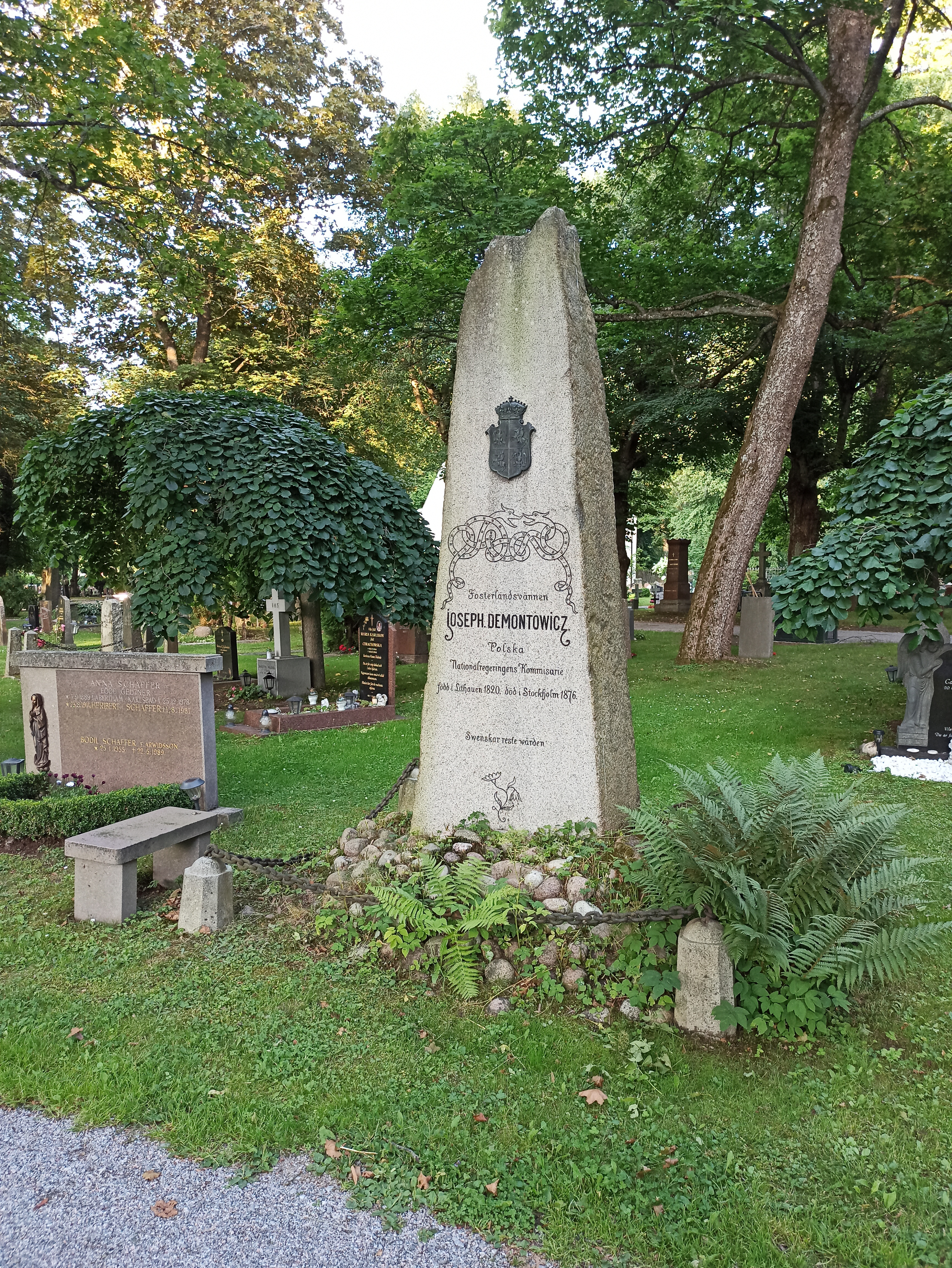
Grób Józefa Demontowicza na cmentarzu Norra begravningsplatsen (fot. Paweł Cichocki)